# Landshut
Landshut är en kretsfri stad i den tyska förbundslandet Bayern. Folkmängden uppgår till cirka 75 000 invånare. Staden ligger vid floden Isar, cirka 60 kilometer nordost om München.
Landshut är residensstad för Regierungsbezirk Niederbayern (motsvarar ungefär "distrikt") samt förvaltningsstad för Landkreis Landshut (motsvarar ungefär "sekundärkommun").

## Näringsliv och kommunikationer
Landshut har ett varierande näringsliv dominerat av elektroteknisk industri, glas- och möbeltillverkning. Staden har också ett universitet, uppfört 1800–1826.
Motorvägen A 92 går förbi staden.

## Kultur och sevärdheter

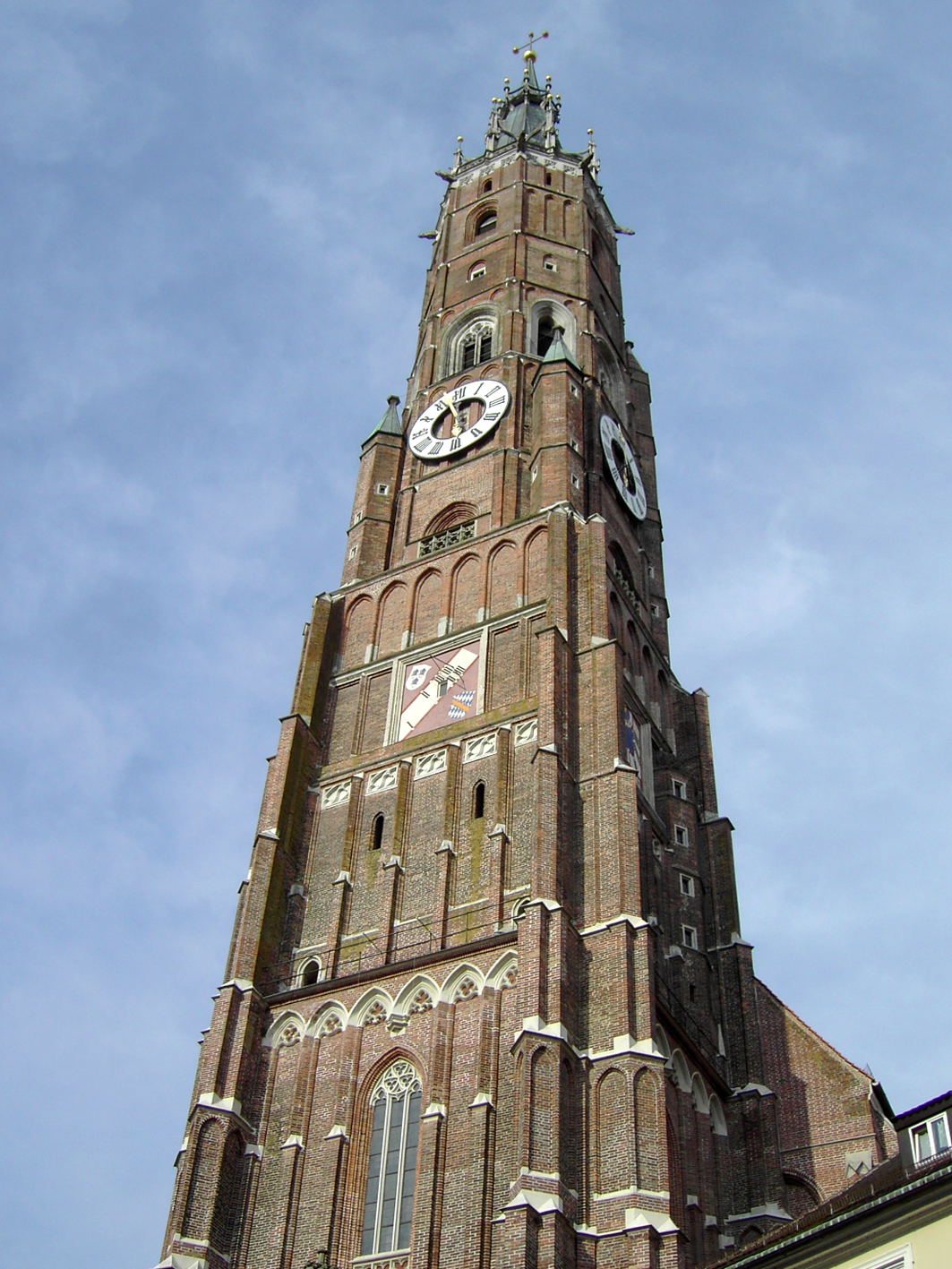
Sankt Martinskyrkan.

Landshuts gamla stad har kvar sin medeltida prägel, med många gavelhus, ett kloster från 1232 och den gotiska Sankt Martinskyrkan från 1300–1400-talen, med ett 131 meter högt torn. I 1500-talspalatset Stadtresidenz, som är byggt efter italiensk förebild, finns idag Landshuts stadsmuseum. Den medeltida borgen Trausnitz var fordom residens för hertigarna av Niederbayern.
Vart fjärde år sedan början av 1900-talet hålls en medeltida folkfest i staden, Landshuter Hochzeit ("Bröllopet i Landshut"), till minne av bröllopet mellan prinsessan Hedvig Jagellonica och hertig Georg den rike av Bayern-Landshut.

### Sport
Ishockeyklubben EV Landshut kommer från staden.

## Historia
Landshut grundades omkring år 1200, vid foten av borgen Trausnitz. Orten fick stadsprivilegier 1279 och var åren 1255–1340 och 1393–1503 huvudstad för hertigarna av Bayern-Landshut. År 1800 flyttades universitetet i Ingolstadt till Landshut, men det förlades 1826 istället i München.